# Jean Lesage International Airport
Jean Lesage International Airport (engelska: Québec City Jean Lesage International Airport, franska: Aéroport international Jean-Lesage de Québec) är en flygplats i staden Québec i Kanada.   Den ligger i regionen Capitale-Nationale och provinsen Québec, i den sydöstra delen av landet, 400 km öster om huvudstaden Ottawa. Jean Lesage International Airport ligger 74 meter över havet.